# Gelastocera sutshana
Gelastocera sutshana är en fjärilsart som beskrevs av Obraztsov 1950. Gelastocera sutshana ingår i släktet Gelastocera och familjen trågspinnare. Inga underarter finns listade i Catalogue of Life.